# Juno Stover-Irwin
Juno Jean Pope Stover, po mężu Irwin,. później Cox (ur. 22 listopada 1928 w Los Angeles, zm. 2 lipca 2011 w Union City) – amerykańska skoczkini do wody. Dwukrotna medalistka olimpijska.
Brała udział w czterech igrzyskach olimpijskich (IO 48, IO 52, IO 56, IO 60), na dwóch zdobywała medale. W 1952 zajęła trzecie miejsce w skokach z wieży, w 1956 była druga, przegrywając jedynie ze swoją rodaczką Pat McCormick. W tej konkurencji zdobywała srebro igrzysk panamerykańskich w 1955 i 1959. W 1980 została przyjęta w poczet członków International Swimming Hall of Fame.